# Campo de Criptana
Campo de Criptana este un oraș din Spania, situat în provincia Ciudad Real din comunitatea autonomă Castilia-La Mancha. Are o populație de 13.541 de locuitori.

## Personalități
- Sara Montiel – actriță de film și cântăreață